# Амок
Амо̀к е остра психоза, вследствие на продължителна употреба на опиум и/или поради силен афект – например ревност, гняв или омраза, при което болният се проявява като невменяем.